# VersaEmerge
Versa foi uma banda de rock americana originária de Port St. Lucie, Flórida, Estados Unidos.

## História

### Começo e Cities Built on Sand
VersaEmerge foi formada enquanto Blake Harnage e Anthony Martone estavam na escola, após sairem de uma banda chamada My Fair Verona, eles montaram outra banda com o nome "VersaEmerge", como uma junção dos termos "versa", da expressão "vice versa" significando "oposto" e "emerge", que significa "emergir". A banda começou trabalhar com o seu som eventualmente produzindo o EP Cities Built On Sand em 2005, Spencer Pearson como vocalista principal, Anthony James com vocais suporte e programação, Josh Center na guitarra base, e Nick Osborne no baixo assim como Harnage e Martone. Com a partida de quatro membros, a banda recrutou o ex-baixista Devin Ingelido (da antiga Bury the Ashes). No ano seguinte, Sierra Kusterbeck fez uma audição via um vídeo online para ser a nova vocalista. Enquanto os outros membros da banda não tinham certeza no começo, Harnage estava convencido de que ela era a pessoa certa para o trabalho e ingressou na banda em 2007. Eles não sabiam, mas Sierra havia mentido sobre sua idade para conseguir participar da audição, dizendo que tinha 18 anos, quando na verdade tinha apenas 16. No entanto, Kusterbeck esclareceu o desentendimento, e disse que ela estaria fazendo 17 anos após uma semana da audição, e ao dizer para Harnage no telefone "Tenho 17 anos, meu aniversário é em uma semana", ele interpretou que ela já tinha 17 e faria 18 anos. Porém, ela quis dizer que faria 17 anos em uma semana.

### Perceptions
Em 2008, a banda começou trabalhar em conjunto, e lançou seu EP seguinte - Perceptions - em Maio de 2008, após excursionar com bandas como a de post-hardcore Our Last Night, There For Tomorrow e a pop-punk canadense Kiros. Em 22 de julho de 2008, a banda disponibilizou um vídeo de uma faixa do Perceptions, "The Authors", lançado no seu canal YouTube. VersaEmerge mais tarde assinou contrato com a Fueled By Ramen e começou a escrever o seu EP auto-intitulado (VersaEmerge EP). A gravação contou com o produtor James Paul Wisner (Underoath, Dashboard Confessional, The Academy Is…, My American Heart). Nesse meio tempo, o guitarrista James Lano foi substituído por Jerry Pierce.

### VersaEmerge EP
Este EP foi lançado 3 de fevereiro de 2009, disponível na loja online da Fueled By Ramen, no iTunes, e nas suas turnês "The Secret Valentine Tour" e a "Craig Owens Tour". Alcançaram a posição #44 na Billboard, em sua lista semanal de novos artistas. A banda também realizou uma performance no Give It A Name 2009, no Reino Unido, e estão atualmente tocando na Warped Tour 2010. A vocalista Sierra também emprestou seus vocais para a música "If It Means A Lot To You" da banda A Day To Remember para seu álbum "Homesick". Em 19 de Setembro de 2009, o baterista Anthony Martone deixou a banda, sem dizer o motivo. Logo depois, em 22 de Novembro de 2009, o guitarrista Jerry Pierce também deixou a banda, por motivos pessoais envolvendo família. Ele ainda é amigo dos membros restantes da banda.

### Fixed At Zero
O álbum de maior repercussão da banda, foi lançado dia 22 de junho de 2010. VersaEmerge participou de grandes turnês como Bamboozle e Vans Warped Tour. O álbum teve seu primeiro single, Fixed at Zero, e o clipe foi lançado dia 27 de julho.
Em setembro de 2010, foi anunciada a Vultures Unite Tour, na qual as bandas Anarbor, The Dangerous Summer e Conditions participariam abrindo os shows. A banda Anarbor foi escolhida para abrir os shows porque Sierra e Blake gostaram muito do som deles quando os ouviam na Warped Tour de 2010, na qual ambas as bandas se apresentavam no mesmo palco. A Vultures Unite Tour teve várias datas em pequenas casas de show em vários lugares dos Estados Unidos e também se apresentou duas vezes no Canadá. The Dangerous Summer deixou a turnê por causa de conflitos entre Ingelido e a banda.
Recentemente, a banda Anarbor lançou um EP chamado "The Mixtape", no qual Sierra participou na música Contagious, de 1:12 até 1:39.
Devin Ingelido anunciou sua partida da banda dia 26 de Abril de 2011, por motivos familiares, ficar mais perto de seu filho recém-nascido Maddox Liam Ray Ingelido e sua esposa Erin Elizabeth Ray Ingelido.

### Another Atmosphere
Em Julho de 2013, a banda se separou de sua gravadora, Fueled By Ramen. Em 29 de Outubro de 2013 a banda postou em seu Tumblr o vídeo para sua música "No Consequences", e afirmou que a música era o último lançamento sob o nome VersaEmerge. Eles também avisaram que uma nova música é para ser lançada antes do fim do ano, sob o nome Versa.
Em 2015, Sierra Kay e Blake Harnage anunciaram que estariam entrando em um novo projeto e que a banda Versa encerraria suas atividades.

## Discografia

### EPs
- Cities Built On Sand (2007)
- Perceptions (2008)
- VersaEmerge EP (2009)
- Neon EP (2014)

### Álbuns de estúdio
- Fixed At Zero (2010)

## Membros
- Sierra Kusterbeck – vocal (2007-presente)
- Blake Harnage – guitarra, vocal, Programação (2005-presente)
- Nick Osborne - baixo (2005)(2011-presente)

### Membros formadores
- Spencer Pearson - vocal (2005)
- Josh Center - guitarra (2005)
- James Lano - guitarra rítmica (2005-2006)
- Anthony Martone - bateria, percussão (2005-2009)
- Jerry Pierce - guitarra rítmica, backing vocal(2006-2009)
- Devin Ingelido  – baixo, backing vocal(2006-2011)

### Membros de Turnê
- Spencer Peterson -bateria, percussão(2009)
- Chris Pollock - bateria, percussão(2010-atualmente)